# Krekov trg, Ljubljana
Krekov trg je eden izmed trgov v Ljubljani, ki leži pod grajskim gričem med Vodnikovim trgom in predorom pod Gradom.

## Zgodovina
Trg je bil zgrajen leta 1816, na praznem prostoru, ki je ostal po porušitvi ljubljanskega obzidja. Na tem območju so poleg zidu stala Frančiškanska (oziroma Samostanska ali Kloštrska) vrata pri starem frančiškanskem samostanu. Vrata so bila dvonadstropna in so imela majhna okenca. V prvem nadstropju je prebival mestni stražnik, na drugem zidu pa so do 18. stoletja stali mestni topovi.
Leta 1816 je mestna občina prostor zravnala. Najprej so nameravali zasaditi drevje, a so na trgu uredili sejmišče. Leta 1919 so v kotu trga zgradili ledenico, ki je tu delovala do leta 1928. Zaradi sejmov so trg najprej poimenovali Sejemski trg ali Jarmanski plac (izpeljanka iz Jahrmarktsplatz). Med letoma 1876 in 1918 se je uradno imenoval Cesarja Josipa trg, leta 1918 in 1919 Trg kralja Petra, odtlej naprej pa Krekov trg imenovan po narodnemu buditelju Janezu Evangelistu Kreku.

## Objekti na trgu
- hotel Pri avstrijskem dvoru so postavili sredi 19. stoletja, na mestu nekdanje vojaške žitnice. Stavbni mojster je bil Matija Dobravec, hiši pa se je reklo tudi Mahrova hiša. Danes je to Krekov trg 10.
- Peglezen so postavili na vogalu Poljanske ceste in današnje Kopitarjeve ulice, kjer so bili pred tem hlevi in nizka ozka stavba. Stavba je ime dobila po svoji trikotni obliki, ki spominja na likalnik.
- stavba Ljudske hranilnice je svojo sedanjo obliko dobila okoli leta 1860, stoji pa na vogalu Poljanske ceste in Krekovega trga
- Mestni dom so pričeli graditi leta 1898 in je največja stavba na trgu. Prvotno je bila gasilski dom z dvorano za javne prireditve v nadstropju. Arhitekt je bil Ciril Metod Koch. V stavbi so bili poleg gasilcev še prostori reševalne postaje, policijske stražnice, stražniške kasarne in uprave mestnega vodovoda in elektrarne. Osnovne značilnosti stavbe se do danes niso spremenile. Danes so tu prostori Lutkovnega gledališča Ljubljana in Šentjakobskega gledališča.
- Vodnjak je spodnji del tridelnega vodnjaka, ki je krasil Auerspergove vrtove uršulinskega samostana. Zgornja dela danes stojita na Novem trgu. Na Krekov trg so ga postavili okrog leta 1965, zgledovali so se po stari razglednici, na kateri je bil na trgu podoben vodnjak.
- Tirna vzpenjača na Ljubljanski grad stoji na trgu od leta 2006 in povezuje trg z Ljubljanskim gradom.

Danes je Krekov trg javno parkirišče.